# Q (텔레비전 네트워크)
Q은 필리핀 케손 시티에 위치한 필리핀의 상업 텔레비전 방송국이다.

## 같이 보기
- 조에 방송 네트워크
- GTV (필리핀의 텔레비전 채널)